# Estonská pirátská strana
Estonská pirátská strana (estonsky Eesti Piraadipartei) je podpůrná skupina pro vytvoření politické strany v Estonsku. Tato skupina vznikla na základě modelu švédské Pirátské strany a podporuje reformu duševního vlastnictví, svobodu projevu a respektování soukromí.
Strana byla založena 26. června 2009 v Tartu a je členem Pirátské internacionály a Evropské pirátské strany. Strana po svém založení na konci roku 2009 nebyla na veřejnosti aktivní, pouze zveřejněním některých zpráv na svém Twitteru a na Facebooku, kde byly některé informace, došlo v roce 2011 ke ztrátě webové stránky na estonské internetové doménové doméně. V roce 2012 zvolila estonská pirátská strana nové předsednictvo a obnovila webovou stránku s cílem získat alespoň 500 členů, čímž by byl splněn estonský zákon a mohla by být založena politická strana. V listopadu 2019 bylo zvoleno nové předsednictvo ve složení Gamithra Marga, Märt Põder a Margus Toots.. Põder kandidoval v březnových volbách do Národního shromáždění na kandidátce estonských Zelených v Narvě a kraji Ida-Virumaa s programem informační společnosti sestaveným Piráty.